# 1846

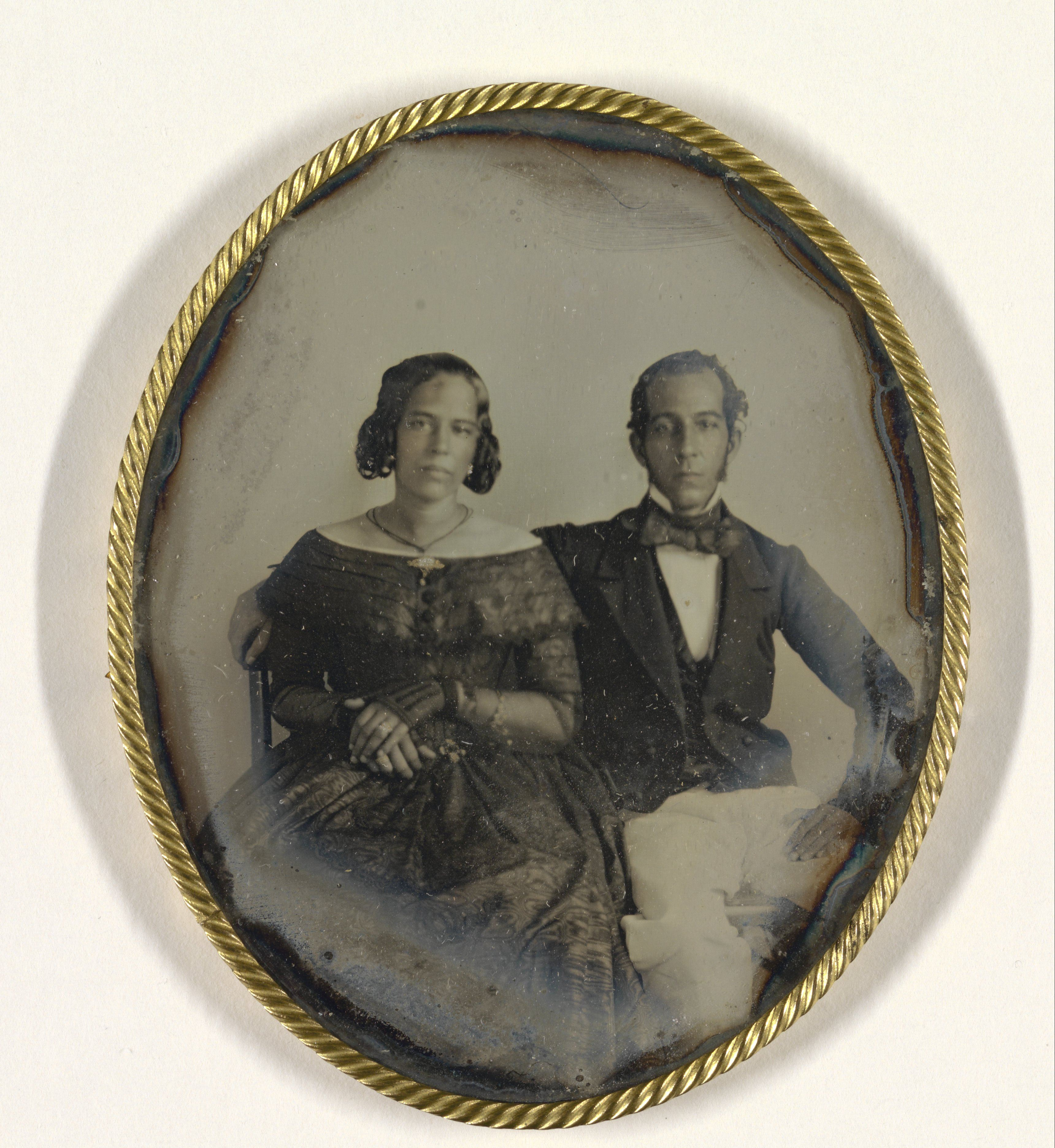
Vroegst bekende bekende daguerreotypie uit Suriname 1846. Afgebeeld zijn de ouders van de Nederlandse Minister Abraham George Ellis (1846-1916)

Het jaar 1846 is het 46e jaar in de 19e eeuw volgens de christelijke jaartelling.

## Gebeurtenissen
januari
- 1 - De Nederlandse regering introduceert muntbiljetten ter vervanging van het oudste zilvergeld, zoals schellingen en Zeeuwse rijksdaalders.

februari
- 10 - Een Britse overwinning bij Sobraon maakt een einde aan de Eerste oorlog tussen de Sikhs en de Britten.
- 20 - In Duitsland wordt een Deutsch-Vlaemischer Sängerbund gesticht door de Keulse Mânner Gesangverein.

april
- 6 - Maxwells wiskundige verhandeling over Cartesiaanse ovalen wordt door Forbes gepresenteerd aan de Royal Society.

mei
- 6 - Koning Leopold I opent de Sint-Hubertusgalerij in Brussel, de grootste overdekte winkelgalerij ter wereld.
- 13 - De Amerikaanse president James Polk verklaart Mexico de oorlog. Begin van de Mexicaans-Amerikaanse Oorlog.
- 31 - In Saksen wordt de eerste steen gelegd van de Göltzschdalbrug voor de spoorverbinding Leipzig-Neurenberg.

juni
- 14 - Begin van de Bear Flag Revolt in Alta California.
- 15 - In het Oregon-verdrag wordt besloten de grens tussen Canada en de Verenigde Staten op 49° te leggen.
- 16 - Kardinaal Giovanni Maria Mastai-Ferretti wordt in het Quirinaal gekozen tot Paus Pius IX. Hij geldt als een favoriet van Frankrijk, maar de Oostenrijkse kanselier Metternich had graag een conservatiever kandidaat gezien in de roerige Kerkelijke Staat.
- 28 - In Frankrijk verwerft de Belg Adolphe Sax het patent op een zes jaar eerder door hem uitgevonden blaasinstrument: de saxofoon.
- 29 - Robert Peel treedt af als premier van het Verenigd Koninkrijk naar aanleiding van de Ierse Kwestie.

juli
- 9 - Op Bali wordt de vrede van kracht tussen het Nederlandse gouvernement op Java en de Rajas van Bali, die is tot stand gebracht door bemiddeling van de Deense koopman Mads Lange.

augustus
- 17 - De Amerikaanse marineofficier Robert Stockton annexeert de Mexicaanse staat Californië.

september
- Het Amerikaanse Bataljon van Sint-Patrick loopt over naar Mexico.
- 10 - Elias Howe krijgt een patent voor de naaimachine.
- 23 - Planeet Neptunus wordt ontdekt.

oktober
- 15 In België wordt de eerste volkstelling gehouden. Er zijn ruim 4.300.000 Belgen.

december
- 28 - Iowa wordt toegelaten als deelstaat van de Verenigde Staten van Amerika.
- december - De great famine, oftewel Grote Hongersnood, treft Ierland in de winter van 1846/1847. Het ten gevolge van de aardappelziekte  mislukken van de oogsten leidt tot grote problemen met de voedselvoorziening.

zonder datum
- Vroegst bekende daguerreotypie uit Suriname, met afgebeeld Maria Louise de Hart (in verwachting) en Johannes Ellis, de ouders van de latere Nederlandse minister Abraham George Ellis (1846-1916).
- Publicatie van Évariste Galois' beroemde verhandeling over de oplosbaarheid van vergelijkingen door Liouville. Alhoewel Chevalier en Galois' broer Alfred zijn verhandeling naar Gauss en Jacobi gestuurd hebben, is er nergens enige commentaar in hun publicaties terug te vinden.

## Muziek
- 1 januari - Première Pianoconcert van Robert Schumann
- 23 maart: eerste uitvoering van Comala van Niels Gade
- Ouverture Dichter und Bauer, Franz von Suppé

## Beeldende kunst

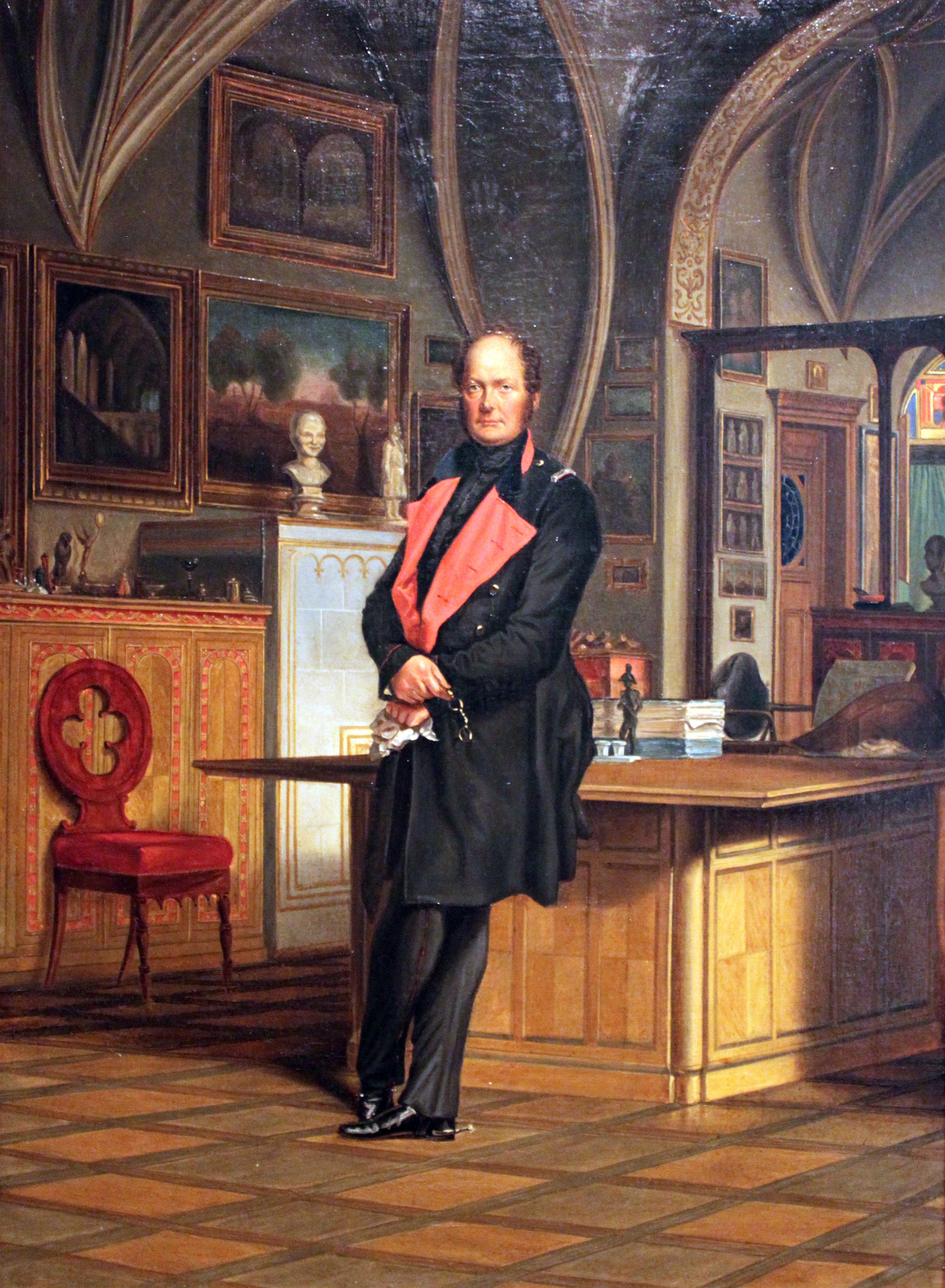
Friedrich Wilhelm IV, Franz Krüger (1846), Deutsches Historisches Museum

## Bouwkunst

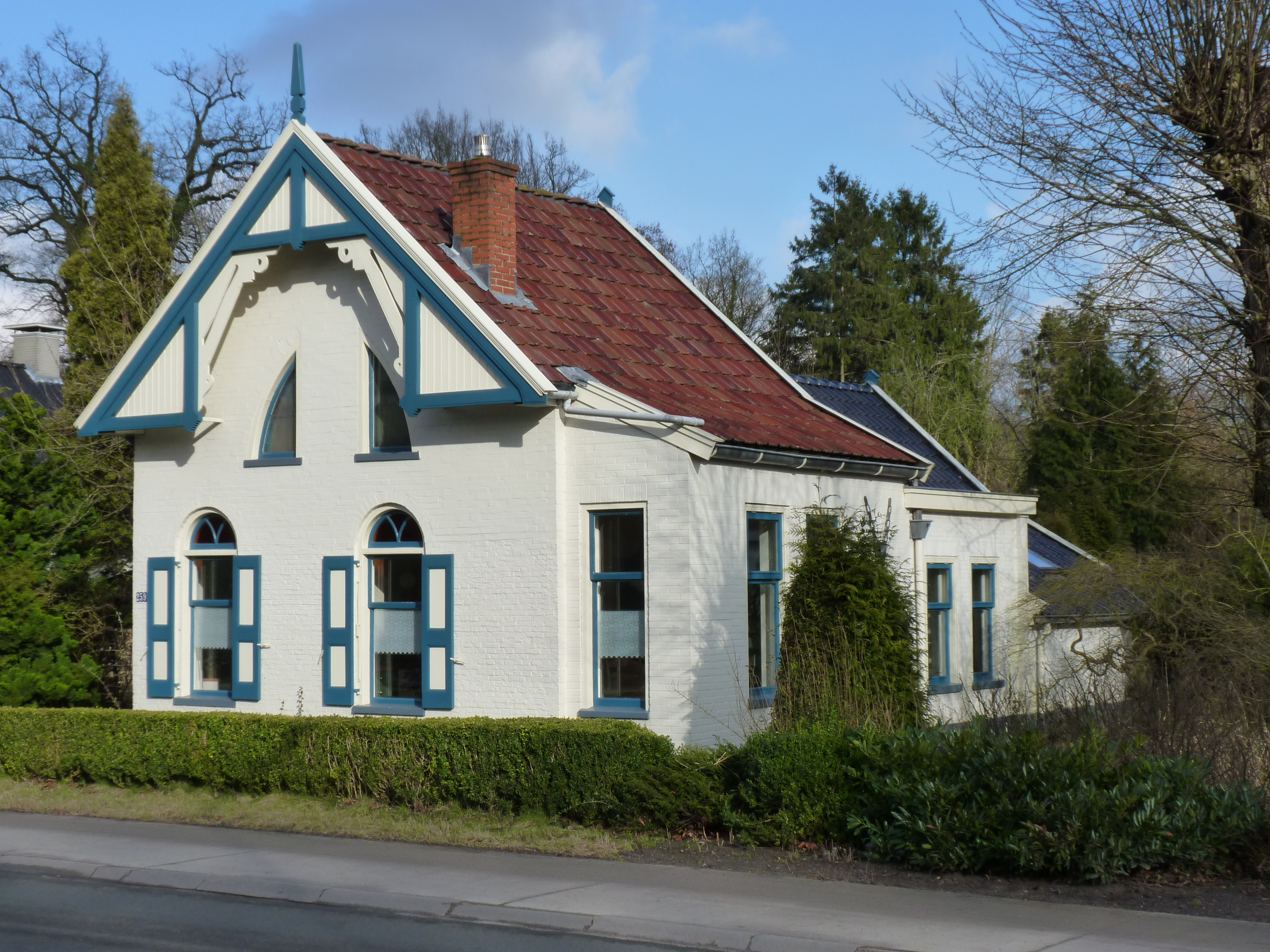
Tuinmanswoning Rozenburg, Paterswolde (1846)

## Geboren
januari
- 4 - Edward Hibberd Johnson, Amerikaans uitvinder (overleden 1917)
- 27 - Adriaan Joseph Sloot, Nederlands jurist (overleden 1911)
- 29 - Karol Olszewski, Pools schei-, wis- en natuurkundige (overleden 1915)

februari
- 9 - Wilhelm Maybach, Duits industrieel (overleden 1929)

maart
- 9 - Emil Warburg, Duits natuurkundige (overleden 1931)
- 17 - Kate Greenaway, Engels kinderboekenschrijfster (overleden 1901)

april
- 3 - Alfons Van Hee, Belgisch priester (overleden 1903)
- 4 - Raoul Pictet, Zwitsers schei- en natuurkundige (overleden 1929)
- 9 - Broeder André, Canadees kloosterling; heilige van de Rooms-Katholieke kerk (overleden 1937)

mei
- 5 - Henryk Sienkiewicz, Pools schrijver (overleden 1916)
- 14 - Pieter Cort van der Linden, Nederlands liberaal politicus; premier 1913-1918 (overleden 1935)
- 20 - George Taubman Goldie, Manx ondernemer en bestuurder (overleden 1925)
- 28 - Dirk Kruijf, Nederlands architect (overleden 1921)
- 29 - Albert Apponyi, Hongaars politicus (overleden 1933)
- 30 - Peter Carl Fabergé, Russisch goudsmid (overleden 1920)

juni
- 23 - Gaston Maspero, Italiaans egyptoloog (overleden 1916)

juli
- 11 - Léon Bloy, Frans schrijver, dichter en essayist (overleden 1917)
- 19 - Edward Charles Pickering, Amerikaans sterrenkundige (overleden 1919)

augustus
- 26 - Abraham George Ellis, Nederlands minister (overleden 1916)
- 28 - Anton Kerssemakers, Nederlands kunstschilder (overleden 1924)

september
- 4 - Daniel Burnham, Amerikaans stedenbouwkundige en architect (overleden 1912)

oktober
- 6 - George Westinghouse, Amerikaans ondernemer en ingenieur (overleden 1914)
- 18 - Sigmund Schuckert, Duits elektrotechnicus en industrieel (overleden 1895)
- 28 - Auguste Escoffier, Frans chef-kok (overleden 1935)

november
- 3 - Elizabeth Thompson, Brits kunstschilder (overleden 1933)
- 5 - Edward Singleton Holden, Amerikaans astronoom (overleden 1914)

december
- 31 - Ferdinand Domela Nieuwenhuis, Nederlands politicus en sociaal-anarchist (overleden 1919)

## Overleden
april
- 16 - Domenico Dragonetti (83), Italiaans contrabassist en componist

juni
- 1 - Paus Gregorius XVI (80), paus van 1831 tot 1846
- 7 - Antonius Gianelli (57), Italiaans bisschop, ordestichter en heilige

juli
- 5 - Arnoldus van Gennep (80), Nederlands politicus
- 16 - Marie Madeleine Postel (89), Frans ordestichtster en heilige van de Rooms-Katholieke kerk
- 22 - Friedrich Bessel (61), Duits astronoom en wiskundige
- 25 - Lodewijk Napoleon Bonaparte (67), vorst van het Koninkrijk Holland (1806-1810)

november
- 5 - Peter Broun (49), Brits koloniaal ambtenaar
- 29 - Lev Narisjkin (61), Russisch generaal
- 30 - Maria Severa (26), Portugees fadozangeres

## Weerextremen in België
- 23 februari: hoogste etmaalgemiddelde temperatuur ooit op deze dag: 11,8 °C.
- 26 februari: hoogste maximumtemperatuur ooit op deze dag: 16,6 °C.
- 27 februari: hoogste etmaalgemiddelde temperatuur ooit op deze dag: 12,9 °C.
- 3 maart: hoogste etmaalgemiddelde temperatuur ooit op deze dag: 11,5 °C.
- 31 juli: hoogste maximumtemperatuur ooit op deze dag: 32,8 °C.
- december: December met hoogste relatieve vochtigheid: 99% (normaal 88,4%).

Bron: KMI Gegevens Ukkel 1901-2003  met aanvullingen 